# Seilbahn Swetlogorsk
| Seilbahn Swetlogorsk | Seilbahn Swetlogorsk            |
| -------------------- | ------------------------------- |
|                      |                                 |
| Lage:                | Swetlogorsk, Oblast Kaliningrad |
| Höhendifferenz:      | 30 m                            |
| Seilbahntyp:         | Luftseilbahn                    |
| Talstation:          | 54° 56′ 42″ N, 20° 8′ 46″ O     |
| Eröffnung:           | 1983                            |

Die Seilbahn Swetlogorsk ist eine Luftseilbahn in der russischen Stadt Swetlogorsk in der Oblast Kaliningrad. Sie verbindet den Bahnhof der 10.000-Einwohner-Stadt mit dem Strand des Badeortes.

## Geschichte
Die erste Seilbahn in Rauschen wurde 1912 von der Ostdeutschen Eisenbahngesellschaft errichtet. Die Strecke dieser Seilbahn war länger und es wurde eine Höhendifferenz von 43 Metern überwunden. 1917 wurde die Seilbahn von der Gemeinde Rauschen übernommen.
1983 wurde in Swetlogorsk eine neue, kürzere Seilbahn erbaut, die einen Höhenunterschied von knapp 30 Metern überwindet. Zu Beginn der 2010er-Jahre war die Seilbahn auf Grund ihres schlechten Zustands einige Jahre außer Betrieb, nach einer Generalüberholung konnte dieser aber wieder aufgenommen werden.

## Nutzung
Es gibt 19 Kabinen, die jeweils von maximal zwei erwachsenen Personen genutzt werden dürfen. An stark frequentierten Sommertagen werden bis zu 5000 Personen mit der Seilbahn transportiert.